# エジプト海軍
エジプト海軍（エジプトかいぐん）は、エジプト軍に属する海軍である。

## 歴史
エジプトの海に関する軍事的な歴史は古く、新王国時代のラムセス3世のころには「海の民」との戦いで、オールを用いて進む軍船で構成された海軍が編制され、プトレマイオス朝にはエーゲ海や東地中海に対する影響力を維持するべく、336隻の軍艦を有する巨大な海軍を構成していた。しかしプトレマイオス朝の衰退に合わせて海軍も弱体化し、紀元前31年のアクティウムの海戦で敗北したことを機に、プトレマイオス朝の滅亡と同時に崩壊した。
およそ1800年後、オスマン帝国の自治州という立ち位置にあったムハンマド・アリー朝にて、国家の近代化政策において地中海と紅海の沿岸部を守備する西欧式の近代的な海軍が建設される。これが現在のエジプト海軍の始まりとなる。
第二次世界大戦後、エジプト海軍は保護国のイギリスからZ級駆逐艦2隻（ミングス・ゼニス）を含む艦艇が導入され、1952年のエジプト革命にてエジプト共和国に引き継がれた。
1956年10月31日、第二次中東戦争にて駆逐艦「イブラヒム・アル・アウワル（旧イギリス海軍駆逐艦メンディップ）」はイスラエルの港湾都市ハイファに向けて砲撃を実施したが、フランス海軍駆逐艦「ケルサン」や、イスラエル海軍駆逐艦「エイラート」「ヤッフォ」、イスラエル空軍ウーラガン戦闘機の応戦を受けて降伏・鹵獲された。
共和制への移行後、ガマール・アブドゥル＝ナーセル大統領は第二次中東戦争にてイギリス海軍とフランス海軍の空母機動部隊に制海権を握られた反省から、ソビエト連邦からオーサ型ミサイル艇を含む艦艇を購入し、沿岸部での戦闘能力を向上させた。
1967年10月21日、消耗戦争にてエジプト海軍のコマール型ミサイル艇がテルミート艦対艦ミサイルによってイスラエル海軍駆逐艦「エイラート」を撃沈する戦果を挙げる（エイラート事件）。しかし第四次中東戦争中の1973年10月8日に起きたダミエッタ沖海戦にてイスラエル海軍のミサイル艇艦隊と交戦し、ガブリエル艦対艦ミサイルとテルミート艦対艦ミサイルを無効化するべく編み出された電子戦の前に敗れ去った。
21世紀に入り、地中海に面する国々が海軍戦力を強化するのに合わせてエジプト海軍も戦力を強化し、フランスやイタリアよりホライズン型フリゲート3隻にミストラル級強襲揚陸艦2隻を購入している。

## 装備（2022年時点）
詳しくはエジプト海軍艦艇一覧を参照。
- フリゲート艦 - 13隻
  - カルロ・ベルガミーニ級フリゲート - 2隻
  - アキテーヌ級駆逐艦 - 1隻
  - オリバー・ハザード・ペリー級ミサイルフリゲート - 4隻
  - ノックス級フリゲート - 2隻
- コルベット艦 - 3隻
  - デスクビエルタ級コルベット - 2隻
- ミサイル高速艇 - 37隻
- 潜水艦 - 8隻
  - 209/1400型 - 4隻
  - 改ロメオ型 - 4隻
- 揚陸艦
  - ミストラル級強襲揚陸艦 - 2隻